# Astropecten brasiliensis
Astropecten brasiliensis is een kamster uit de familie Astropectinidae.
De wetenschappelijke naam van de soort werd in 1842 gepubliceerd door Johannes Peter Müller & Franz Hermann Troschel.